# Xylosma schroederi
Xylosma schroederi là một loài thực vật có hoa trong họ Liễu. Loài này được Sleumer ex Herter miêu tả khoa học đầu tiên năm 1940.